# 킬러의 보디가드
《킬러의 보디가드》(영어: The Hitman's Bodyguard)는 2017년 미국의 액션 코미디 영화로, 살인청부업자와 그의 보디가드 콤비의 이야기를 그린다. 패트릭 휴스 감독이 연출하고 라이언 레이놀즈, 새뮤얼 L. 잭슨, 게리 올드먼, 엘로디 융, 살마 아예크가 출연한다.
2018년 5월 속편 제작이 확정되었다. 속편 《킬러의 아내의 보디가드》가 2021년 개봉 예정이다.

## 줄거리
잘나가는 트리플A급의 경호원이었지만 눈앞에서 벌어진 경호대상의 암살을 막지못해 트리플 A급을 박탈당한 마이클 브라이스. 이후 그는 인터폴 요원이었던 여자친구 아멜리아 루셀과도 헤어지게 된다. 루셀이 경호대상의 신원을 노출시켰다고 생각하며 모든 책임을 그녀에게 돌린 탓이었다.
2년후, 약쟁이 변호사나 보호하는 삼류경호원으로 전락한 마이클은 어느날 루셀로부터 O형 수혈봉지 3봉을 들고 자신이 말하는 곳으로 오라는 연락을 받는다. 이후, 시키는대로 루셀을 찾아간 마이클은 그곳에서 자신을 28번이나 죽일뻔한 최악의 킬러 다리우스 킨케이드를 만난다. 철천지 원수였던 두사람은 만나자마자 결투를 벌이지만 그때 다리우스가 심각한 부상을 입은터라 얼마 못가 기절해버리면서 상황은 종료됐다. 그리고 루셀은 마이클에게 자초지종을 설명하기 시작한다.
독재자로 악명높았던 벨라루스의 전 대통령 블러드슬라프 두코비치는 군대를 동원한 민간인 학살혐의로 구속됐고 헤이그 법정에서 재판이 열릴 예정이었다. 하지만 두코비치는 반성하기는커녕 사람을 풀어 재판에 출석하기로 한 증인들을 암살한 뒤 증거불충분으로 풀려날 술수를 부리고 있었고 남은 증인은 다리우스가 유일했다. 인터폴에선 감옥에 수감된 아내 소니아를 출소시켜 준다는 조건으로 다리우스에게 증언을 요구했고 이를 받아들인 다리우스를 헤이그 법정으로 향하던 도중 정체모를 피습을 당해 경호를 맡은 요원들이 모두 그 자리에서 즉사해버렸고 극적으로 생명을 부지한 루셀은 급히 다리우스를 데리고 안전가옥으로 피신한 다음 마이클에게 SOS를 취한 것이다.
마이클이 해야할 일은 두코비치가 고용한 킬러들을 따돌리고 다리우스를 무사히 헤이그 법정까지 데려와 재판에 출석시키는 것. 하지만 뭐든 신중을 가하는 마이클과 몸부터 날리고 보는 다리우스의 동행은 하루도 조용할 날이 없었고 루셀은 다리우스로부터 인터폴 내부에도 두코비치가 고용한 첩자가 있다는 정보를 입수하고는 첩자를 찾기위해 인터폴 사람들을 살피기 시작한다.

## 출연진
- 라이언 레이놀즈 - 마이클 브라이스 역
- 새뮤얼 L. 잭슨 - 다리우스 킨케이드 역
- 게리 올드먼 - 두코비치 역
- 살마 아예크 - 소니아 킨케이드 역
- 엘로디 융 - 아멜리아 루셀 역
- 조아킹 드 알메이다 - 푸셰 역
- 로드 핼렛 - 아시모프 교수 역
- 커스티 미첼 - 하르 역
- 샘 헤이즐딘 - 가렛 역
- 리차드 E. 그랜트 - 세이퍼트 역
- 조세핀 드 라 바움 - 인터폴 요원 역
- 오리 파이퍼 - 바클린 역
- 바리 아츠마 - 모레노 역
- 미카일 고레보이 - 리비틴 역
- 앨런 맥켄나 - 쿠퍼 역
- 칼 파러 - 법정 변호사 역
- 아툴 샤르마 - 변호사 역
- 솔로몬 타이워 저스티파이드 - 행인 역
- 크리스 윌슨 - ICC 판사 역
- 벨리저 비네브 - 시위자 역
- 아비 호에스 - 꽃집 점원 역